# Nationalnyckeln till Sveriges flora och fauna
Nationalnyckeln till Sveriges flora och fauna (schwedisch für Nationalschlüssel zu Schwedens Flora und Fauna, kurz Nationalnyckeln) ist ein zurzeit entstehendes botanisches und zoologisches Nachschlagewerk, das vom Schwedischen Reichstag in Auftrag gegeben wurde. Es soll bei seiner Fertigstellung die gesamte schwedische Pflanzen- und Tierwelt allgemeinverständlich beschreiben und die Bestimmung jeder in Schweden vorkommenden Pflanzen-, Pilz- und Tierart auch für botanische und zoologische Laien ermöglichen.

## Auftrag
Die Herausgabe des Nationalnyckeln beruht auf einen Beschluss des Schwedischen Reichstages von 2002 und hat zum Ziel, bei der Bevölkerung das Interesse für die Arten und ihre Lebensumwelt zu fördern und das Allgemeinwissen in diesem Bereich zu erhöhen. Der schwedische Staat stellt dem Projekt aus Steuermitteln 25.000.000 schwedische Kronen (entsprechend etwa 2,8 Mio. Euro) jährlich über einen Zeitraum von 20 Jahren zur Verfügung. Es handelt sich um das einzige Werk dieser Art weltweit. Mit voraussichtlich etwa 100 Bänden und 44.000 Seiten ist der Nationalnyckeln das größte schwedische Buchprojekt aller Zeiten. Der erste Band erschien 2005, im Januar 2011 waren 12 Bände veröffentlicht, und im Dezember 2024 liegen 21 Bände vor.
Sämtliche in Schweden heimischen mehrzelligen Pflanzen-, Tier- und Pilzarten – insgesamt etwa 50.000 bis 60.000 – sollen erfasst, ihr Vorkommen kartiert und ihre Biologie und Lebensweise umfassend in Wort und Bild dargestellt werden. Letzteres geschieht auf auch für Nichtbiologen verständliche Art und Weise, so dass es sich trotz des sehr hohen fachlichen Niveaus und des Referenzwerkcharakters um ein populärwissenschaftliches Werk handelt. Gleichzeitig bildet der Nationalnyckeln einen universalen Bestimmungsschlüssel der gesamten belebten Natur Schwedens. Als Begleitwerk werden zusätzlich Feldbestimmungsschlüssel erstellt, die sich anders als die großformatigen Bände des Stammwerks für den Gebrauch im Gelände eignen. Mit Fortbildungskursen und kostenlosen begleitenden Unterrichtsmaterialien sollen Lehrer und Schulen als Multiplikatoren unterstützt werden.
Der Nationalnyckeln erscheint unabhängig von kommerziellen Verlagen. Die etwa 28-köpfige Redaktion des Werkes ist an der Schwedischen Universität für Agrarwissenschaften (Sveriges Lantbruksuniversitet, SLU) in Uppsala angesiedelt. Es wird jeweils parallel an etwa 10 Bänden gearbeitet, von denen derzeit pro Jahr etwa zwei fertiggestellt werden. Die Fertigstellung des Gesamtwerkes ist daher auch bei der angekündigten steigenden Erscheinungsfrequenz der Bände nicht vor 2030 absehbar. Der Verzicht auf einen finanziellen Gewinn bei der Erstellung und Vermarktung ist ausdrücklich politisch gewollt; der dadurch bedingte vergleichsweise niedrige Preis der hochwertig ausgestatteten Bände (250,- schwedische Kronen pro Band in der Subskription, entsprechend etwa 28 Euro, Stand: 2011) sollte der Verbreitung innerhalb der allgemeinen Bevölkerung dienen. Der Preis für Einzelbände lag 2010 bei 370 Kronen und stieg bis 2024 auf 499 bzw. 599 Kronen.

## Erstellung

### Schwedisches Artenprojekt
Der Erstellung des Werkes dient das „Schwedische Artenprojekt“ zur Erfassung und Kartierung der in Schweden vorkommenden Arten. In dessen Rahmen wird umfangreiche Feldforschung durchgeführt. Die Inventarisierung der schwedischen Meeresflora und -fauna beispielsweise wurde 2006 begonnen und 2009 abgeschlossen, hierbei wurde teilweise mit der Universität Bergen, Norwegen, zusammengearbeitet. Bereits vorher war zwischen 2002 und 2006 in einem großen Projekt unter Leitung des Naturhistoriska Riksmuseet eine landesweite Inventarisierung der Insekten erfolgt. Über die wissenschaftliche Inventarisierung hinaus wird auch auf eine öffentlich zugängliche und ergänzbare Arten-Datenbank zurückgegriffen, in der auch Amateure Artbeobachtungen melden können (siehe Weblinks).

### Taxonomische Forschung
Neben der Inventarisierung und Kartierung erfolgt die taxonomische Einordnung der Arten, die insbesondere bei wenig erforschten Organismen und taxonomischen Gruppen zeitaufwändig ist. Sie mündet schließlich in einer Artenliste, in der alle Arten eingeordnet werden, die nach 1900 regelmäßig in Schweden vorkamen. Bis 2008 wurden durch das Artenprojekt bereits etwa 750 neue Arten entdeckt und beschrieben, außerdem war bei mehr als 1.200 Arten das Vorkommen in Schweden bisher nicht bekannt. Viele taxonomische Gruppen werden über Schweden hinaus für ganz Skandinavien erfasst, was später auf den Titelseiten der entsprechenden Bände vermerkt wird.

### Schwedische Namensgebung aller Arten
Ein im Rahmen des schwedischen Artenprojektes gebildetes Namenskomitee hat die Aufgabe, schwedische Namen für sämtliche Arten zu erstellen, die bisher nur einen wissenschaftlichen Namen tragen. Dies ist für den weit überwiegenden Teil der Arten der Fall. Auch die schwedische Namensgebung entspringt der Zielsetzung der leichteren Zugänglichkeit und Erschließung des Themas für Menschen, die nicht zum Fachpublikum gehören.

### Erstellung der Bestimmungsschlüssel
Anschließend erfolgt die Erstellung der dichotomen Bestimmungsschlüssel, die eigens illustriert werden, um auch Nichtbiologen die Bestimmung der einzelnen Arten zu ermöglichen.

### Text- und Bilderstellung
Die beschreibenden und vertiefenden Texte zu den Arten werden von Fachleuten auf den jeweiligen Gebieten für den Nationalnyckeln geschrieben, anschließend redaktionell gegengelesen und ggf. überarbeitet, um ihre Allgemeinverständlichkeit sicherzustellen.
Die Bebilderung wird größtenteils für das Werk neu angefertigt; es handelt sich außer um konventionelle und Mikrofotografien auch um zahlreiche Aquarelle und um digital erstellte Illustrationen, darüber hinaus kommen bei der Darstellung z. B. funktionell-anatomischer Strukturen auch computergestützte 3D-Modellierungen zum Einsatz.

## Kritik und Probleme
Die Rezeption innerhalb Schwedens war überwiegend sehr positiv; außerhalb des Landes ist das Projekt bisher wenig bekannt. Kritik wird geübt an der sehr ausführlichen morphologischen Beschreibung der Arten, die sich durch die hervorragenden Illustrationen in dieser Länge erübrige.
Ein Problem ist, dass für seltene und wenig bekannte taxonomische Gruppen nur wenige Experten in Schweden existieren, die teilweise das Rentenalter bereits überschritten haben. Aus diesem Grund wird die Erarbeitung von Bänden über einige dieser Artengruppen zeitlich vorgezogen.

## Ausgaben
Der Nationalnyckeln erscheint in zwei verschiedenen Ausstattungen: zum einen im Leineneinband mit Schutzumschlag, zum anderen mit einem Einband aus schwedischem Rentierleder und mit Goldschnitt (diese Ausgabe ist seit Mai 2011 nicht mehr in Einzelbänden erhältlich und wird nur noch im Rahmen von vorher bereits laufenden Dauersubskriptionen ausgeliefert). Die Bände sind nach der taxonomischen Systematik geordnet, erscheinen aber nicht in dieser Reihenfolge. Die Einordnung des Bandes in das Gesamtwerk erfolgt mittels eines Buchstaben- und Ziffernkodes auf dem Buchrücken.

### Bereits erschienene Bände in systematischer Ordnung
| Titel | Platzierungskode | ISBN                                                           | Erscheinungsjahr | Anzahl der Arten |
| --- | ---------------- | -------------------------------------------------------------- | ---------------- | ---------------- |
| Bladmossor: Sköldmossor – blåmossor (Laubmoose: Koboldmoose – Weißmoose) Bryophyta: Buxbaumia – Leucobryum                                 | AJ 6-23          | ISBN 978-91-88506-55-9 (Leinen) ISBN 978-91-88506-57-3 (Leder) | 2006             | 262              |
| Bladmossor: Kompaktmossor – kapmossor (Laubmoose: Urnenmoose – Geradzahnmoose) Bryophyta: Anoectangium – Orthodontium                      | AJ 24-36         | ISBN 978-91-88506-64-1 (Leinen) ISBN 978-91-88506-65-8 (Leder) | 2008             | 292              |
| Mångfotingar (Tausendfüßer) Myriapoda | CF               | ISBN 978-91-88506-53-5 (Leinen) ISBN 978-91-88506-56-6 (Leder) | 2005             | 111              |
| Stövsländor (Staubläuse) Psocoptera | CV               | ISBN 978-91-88506-68-9 (Leinen) ISBN 978-91-88506-69-6 (Leder) | 2010             | 82               |
| Skalbaggar: Långhorningar (Käfer: Bockkäfer) Coleoptera: Cerambycidae                                                                      | CY 91            | ISBN 978-91-88506-62-7 (Leinen) ISBN 978-91-88506-63-4 (Leder) | 2007             | 128              |
| Fjärilar: Käkmalar – säckspinnare (Schmetterlinge: Urmotten – Echte Sackträger) Lepidoptera: Micropterigidae – Psychidae                   | DE 1-13          | ISBN 978-91-88506-60-3 (Leinen) ISBN 978-91-88506-61-0 (Leder) | 2008             | 256              |
| Fjärilar: Dagfjärilar (Schmetterlinge: Tagfalter) Hesperiidae – Nymphalidae                                                                | DE 50-54         | ISBN 978-91-88506-51-1 (Leinen) ISBN 978-91-88506-54-2 (Leder) | 2005             | 140              |
| Fjärilar: Ädelspinnare – tofsspinnare (Schmetterlinge: Glucken – Trägspinner) Lepidoptera: Lasiocampidae – Lymantriidae                    | DE 55-63         | ISBN 978-91-88506-58-0 (Leinen) ISBN 978-91-88506-59-7 (Leder) | 2007             | 144              |
| Tvåvingar: Blomflugor (Zweiflügler: Schwebfliegen Teil 1) Diptera: Syrphidae: Syrphinae                                                    | DH 53a           | ISBN 978-91-88506-66-5 (Leinen) ISBN 978-91-88506-67-2 (Leder) | 2009             | 169              |
| Tvåvingar: Blomflugor (Zweiflügler: Schwebfliegen Teil 2) Diptera: Syrphidae: Eristalinae & Microdontinae                                  | DH 53b           | ISBN 978-91-88506-70-2 (Leinen) ISBN 978-91-88506-71-9 (Leder) | 2009             | 243              |
| Stjärnmaskar – slemmaskar (Spritzwürmer – Schnurwürmer) Sipuncula – Nemertea                                                               | DO–DP            | ISBN 978-91-88506-72-6 (Leinen) ISBN 978-91-88506-73-3 (Leder) | 2010             | 78               |
| Ryggsträngsdjur: Lansettfiskar – broskfiskar (Chordatiere: Lanzettfischchen – Knorpelfische) Chordata: Branchiostomatidae – Chondrichthyes | DZ 1-34          | ISBN 978-91-88506-74-0 (Leinen)                                | 2011             | 87               |

### Angekündigte Bände
| Titel | erscheint voraussichtlich | Anzahl der Arten |
| --- | ------------------------- | ---------------- |
| Fjärilar: Bronsmalar – rullvingemalar (Schmetterlinge: (deutsche Bezeichnung nicht existent) – Langhorn-Blattminiermotten) Lepidoptera: Roesslerstammidae – Lyonetiidae | September 2011            | 246              |
| Steklar: Myror – getingar (Hautflügler: Ameisen – Faltenwespen) Hymenoptera: Formicidae – vespidae                                                                      | Mai 2012                  | 133              |
| Ryggsträngsdjur: Strålfeniga fiskar (Chordatiere: Strahlenflosser) |                           |                  |
| Tagghudingar – svalgsträngsdjur (Stachelhäuter – Kiemenlochtiere) |                           |                  |

### Bereits erschienene Feldbestimmungsschlüssel
| Titel                       | ISBN               | Erscheinungsjahr | Anzahl der Arten |
| --------------------------- | ------------------ | ---------------- | ---------------- |
| Dagfjärilar (Tagfalter)     | ISBN 91-88506-32-0 | 2006             | 140              |
| Mångfotingar (Tausendfüßer) | ISBN 91-88506-34-7 | 2007             | 78               |